# 康义 (1940年)
康义（1940年11月16日—），男，河北永年人，中华人民共和国政治人物，曾任国家有色金属工业局副局长，中国有色金属工业协会会长、党委书记，中共十三大、十四大、十五大代表，第十届全国政协委员。